# Phyllocnistis ramulicola
Phyllocnistis ramulicola är en fjärilsart som beskrevs av Langmaid och Corley 2007. Phyllocnistis ramulicola ingår i släktet Phyllocnistis och familjen styltmalar.
Artens utbredningsområde är Portugal. Inga underarter finns listade i Catalogue of Life.